# Тайма (река)
Тайма — река в России, протекает в Тюменской области. Устье реки находится в 613 км по левому берегу реки Иртыш. Длина реки составляет 38 км. В 24 км от устья по правому берегу впадает река Кулунка.

## Данные водного реестра
По данным государственного водного реестра России относится к Иртышскому бассейновому округу, водохозяйственный участок реки — Иртыш от впадения реки Тобол до города Ханты-Мансийск (выше), без реки Конда, речной подбассейн реки — бассейны притоков Иртыша от Тобола до Оби. Речной бассейн реки — Иртыш.
Код объекта в государственном водном реестре — 14010700112115300012992.